# Depot von Chvalšiny
Das Depot von Chvalšiny (auch Hortfund von Chvalšiny) ist ein Depotfund der frühbronzezeitlichen Aunjetitzer Kultur aus Chvalšiny im Jihočeský kraj, Tschechien. Es datiert in die Zeit zwischen 1800 und 1600 v. Chr. Das Depot befindet sich heute im Regionalmuseum in Český Krumlov.

## Fundgeschichte
Das Depot wurde 2007 südlich von Chvalšiny beim Pflügen auf einem Feld entdeckt. Anschließend erfolgte eine archäologische Nachuntersuchung. Es war wohl ursprünglich in einer künstlichen Grube in einem Felsausbiss mit einer Länge von 1,2 m und einer Breite von 1 m niedergelegt worden. Durch den Pflug war es auf einer Fläche von 15 × 15 m verlagert worden.
3 km von der Fundstelle entfernt wurde 1904 das aus der gleichen Zeitspanne stammende Depot von Havalda entdeckt.

## Zusammensetzung
Bei der Untersuchung der Fundstelle wurden insgesamt 66 Bronzeobjekte gefunden, von denen die meisten nur Fragmente sind. Viele passen aneinander, sodass davon auszugehen ist, dass das Depot ursprünglich aus 46 Spangenbarren bestand. Das Gesamtgewicht der Funde beträgt 1947 g.